# Grand Theft Auto: Vice City
Grand Theft Auto: Vice City (kurz GTA: Vice City, GTA: VC oder nur Vice City; engl. für „Stadt der Laster“) ist das vierte Spiel der Grand-Theft-Auto-Reihe und ein Prequel seines Vorgängers Grand Theft Auto III (GTA III). Es wurde am 29. Oktober 2002 in Nordamerika und am 8. November 2002 in Europa für die PlayStation 2 veröffentlicht. Im Jahr 2003 erschien es zudem für Windows sowie die Xbox und war kommerziell sehr erfolgreich. Im Jahr 2010 wurde es des Weiteren auf macOS portiert und anlässlich des zehnten Jubiläums des Spiels erschien im Dezember 2012 eine Portierung für iOS- und Android-Mobilgeräte.

## Handlung
Die Handlung spielt im Jahr 1986. Die Hauptfigur ist Thomas „Tommy“ Vercetti (gesprochen von Ray Liotta), der für Sonny Forelli, einen der Mafia-Bosse von Liberty City, mehrere Morde begangen und dafür 15 Jahre Gefängnisstrafe abgesessen hat. Zu Beginn des Spiels wird er aus dem Gefängnis entlassen und von Sonny mit zwei Freunden nach Vice City geschickt, um einen Drogendeal abzuwickeln. Während des Deals werden die Beteiligten von maskierten Gangstern angegriffen. Nur Tommy und der ebenfalls am Deal beteiligte korrupte Rechtsanwalt Ken Rosenberg können entkommen. Die beiden anderen Begleiter von Tommy und Rosenberg werden erschossen und das Überfallkommando entkommt mit dem Geld und den Drogen. Sonny verlangt nun von Tommy für ihn das verlorene Geld zurückzuholen.
Tommy und sein Freund Lance Vance, dessen Bruder Victor bei dem Überfall getötet wurde, finden nach einiger Zeit heraus, dass der Millionär Ricardo Diaz, größter Kokainhändler in Vice City (für den Victor bereits in GTA:VCS arbeitete), hinter dem Überfall steckt. Sie töten ihn in seiner Villa und nehmen sein gesamtes Vermögen an sich. Tommy beginnt nun diverse Immobilien in der Stadt aufzukaufen und schwingt sich so zum Herrscher über Vice City auf.
Nun schaltet sich Sonny Forelli wieder ein, der von Anfang an geplant hatte seinen Herrschaftsbereich auf Vice City auszudehnen. Als Tommy von Sonnys Ankunft in Vice City erfährt, versucht er ihn aufzuhalten, während Sonny wiederum versucht Tommys Immobilien in seine Gewalt zu bringen. Tommy stimmt einem Treffen mit Sonny in Diaz Villa zu, in dessen Verlauf Tommy Sonny zum Schein das am Anfang bei der Übergabe verlorene Geld in Form von Falschgeld, welches er in einer von ihm erworbenen Druckerei in der Stadt herstellen lässt, zurückgeben will, um seine Schulden einzulösen und unabhängig von Forelli über Vice City herrschen zu können. Dabei gibt sich Lance allerdings als Überläufer zu erkennen und versucht zusammen mit Sonny, Tommy zu töten. Doch sie werden stattdessen von Tommy ausgeschaltet, sodass dieser fortan mit Unterstützung von Rosenberg seinen Einfluss in Vice City weiter ausbauen kann.

## Spielprinzip und Technik

### Allgemein
Hauptsächlich besteht das Spiel wie die anderen Spiele der GTA-Reihe aus einer Kombination aus Schieß- und Fahr-Sequenzen. Die Aufgaben für den Spieler lassen sich in drei Kategorien aufteilen: Hauptmissionen, Nebenmissionen und freies Spielen.
Sowohl in den Missionen als auch außerhalb der Missionen reagiert die Polizei auf bestimmte kriminelle Taten des Spielers. Je mehr Verbrechen der Spieler begeht, desto mehr Polizisten und andere Einheiten nehmen die Verfolgung des Spielers auf.
Die Hauptmissionen bilden die Handlung des Spiels und werden daher in fester zeitlicher Reihenfolge absolviert. Hierzu muss der Spieler verschiedene Auftraggeber in der Spielwelt aufsuchen. In einer folgenden kurzen Zwischensequenz wird die Handlung fortgeführt und das zu lösende Problem geschildert. Der Spieler muss anschließend mit Waffen und/oder Fahrzeugen, die er in der Spielwelt findet oder ihm zur Verfügung gestellt werden, die Mission lösen.
Das Spiel folgt dem Open-World-Prinzip und bietet dem Spieler daher diverse Beschäftigungsmöglichkeiten abseits der Missionen. Beispielsweise kann der Spieler absichtlich Verbrechen begehen, um eine Verfolgung durch die Polizei zu provozieren, oder einfach nur die Spielwelt erkunden.

### Neuerungen
Als Neuerung können Immobilien erworben werden, in deren Kontext der Spieler teils auch Aufträge erfüllen kann. Sind alle Aufträge einer Immobilie erfolgreich abgeschlossen, wirft diese regelmäßig Einkünfte ab. Außerdem kann in einer Immobilie das Spiel gespeichert werden, was eine Verbesserung gegenüber GTA III darstellt. In GTA III existierte pro Insel nur ein Speicherpunkt (Savepoint), was dazu führte, dass der Spieler häufig längere Fahrten zu den Missionen in Kauf nehmen musste. Je nach Preislage verfügt eine Immobilie über eine oder mehrere Garagen, in denen der Spieler seine Fahrzeuge parken kann. Diese sind dann nach einem Neustart des Spiels wieder verfügbar.
Eine weitere Neuerung ist die Möglichkeit im Spiel die Kleidung zu wechseln. Dies ist jedoch auf fest vorgegebene Kleidungskombinationen beschränkt (z. B. Jeans mit Hawaiihemd, Golf-Kleidung, Anzug usw.). Als Nebeneffekt wird dabei der Fahndungslevel wieder auf null gesetzt, sofern sich dieser unterhalb der Stufe drei befindet.
Die letzte wichtige Neuerung ist, dass nun auch einige Gebäude im Spiel betreten werden können, darunter das Ocean View Hotel, die Villa von Diaz und das Einkaufszentrum.

### Nebenmissionen
Nebenmissionen sind nicht Teil der Handlung und können daher jederzeit durchgeführt werden. So müssen etwa im Rahmen einer Sammelmission in der Spielwelt 100 versteckte Päckchen gesucht werden. Monsterstunts erfordern die Durchführung von weiten Sprüngen mit Fahrzeugen. Bei Taxi-Missionen fährt man Passanten zu den gewünschten Zielen. Diese Missionsarten müssen nicht zusammenhängend erledigt werden und können daher unterbrochen und später fortgesetzt werden. Im Gegensatz dazu können die Feuerwehr-, Polizei- und Krankenwagen-Missionen nicht unterbrochen werden. Es müssen dabei eine bestimmte Anzahl von gleichen Aufgaben, wie z. B. das Löschen von Bränden oder das Töten von Verbrechern, durchgeführt werden. Im Vergleich zum Vorgänger kommt als zusätzliche Nebenmission die Auslieferung von Pizza per Motorroller hinzu. Um das Ziel eines 100-Prozent-Spiels zu erreichen, müssen auch die Nebenmissionen absolviert werden. Parallel zu der Haupthandlung gibt es auch Nebenhandlungen mit diversen anderen Auftraggebern, ähnlich wie zuvor in GTA III. Dazu zählen u. a. der Immobilienkönig Avery Carrington, der kubanische Gang-Anführer Umberto Robina sowie die Rock-Band Love Fist. Diese Missionen sind wie die Hauptmissionen aufgebaut.

## Spielwelt
Die Spielwelt besteht aus der fiktiven US-amerikanischen Großstadt Vice City der 1980er Jahre, in der Hotels, Bars, Strände usw. die Hauptmerkmale sind. Es ist unübersehbar, dass Miami und Miami Beach als Vorbild dienten. So sind etwa die Art-déco-Bauten an der Strandpromenade von Ocean Beach in Vice Beach eine Anspielung auf die berühmte Art-déco-Strandpromenade von South Beach in Miami Beach.
Die östliche Hälfte der Spielwelt (Vice Beach) ist der Ausgangspunkt des Spiels, wohingegen die Brücken zum Westteil von Vice City zunächst wegen einer Sturmwarnung gesperrt sind, sodass der Spieler erst einige Missionen der Haupthandlung abschließen muss, um Zugang zur Westhälfte zu erlangen. Zwischen den beiden großen Inseln, die den Hauptteil der Stadt ausmachen, liegen mehrere kleinere bewohnte Inseln. Starfish Island ist das Villenviertel der Schönen und Reichen, das eine Anspielung auf Fisher Island darstellt. Prawn Island ist eine heruntergekommene Insel mit einer Filmfabrik und Villenruinen, die Straßengangs als Treffpunkt dienen. Drei weitere Inseln bilden den Golfplatz Leaf Links.
Innerhalb Vice Citys existieren verschiedene Gangs, die sich alle auf ihre eigene Weise in der Stadt etabliert haben. Im Norden vom Vice City Mainland, also der westlichen Insel, haben die Biker ihr Gebiet in Downtown. Sie waren Jahre zuvor besser in der Stadt vertreten, sind dann aber stark geschwächt worden. Weiter südlich in Mainland befindet sich Little Haiti, wo die haitianische Gang ihr Revier hat. Ihr direkter Gegner ist die kubanische Gang in Little Havana. Der Machtkampf zwischen Haitianern und Kubanern führt immer wieder zu großen Blutbädern, Tommy hilft dabei im Laufe des Spiels beiden Gangs. Die östliche Hauptinsel Vice Beach wird von den Möchtegerngangstern kontrolliert, diese halten sich aber nur bei einem Einkaufszentrum sowie auf Prawn Island auf. Ferner gibt es noch Ricardo Diaz Gang, die man bis zu Diaz Tod rund um seine Villa auf Star Fish Island findet. Als letzte Gang sei Tommy Vercettis eigene Gang genannt. Sie entsteht im Laufe der Vice-City-Handlung und ist ausschließlich in der Nähe der Vercetti-Immobilien zu finden.
Zu den aus GTA III übernommenen Fortbewegungsmitteln kommen noch Hubschrauber, ein Wasserflugzeug und Motorräder hinzu. Letztere bieten den Vorteil, dass der Spieler Verfolgern besser entkommen und während der Fahrt Schüsse nach vorn abfeuern kann. Im Gegensatz zum Vorgänger und Nachfolger existieren jedoch keine Schienenfahrzeuge. Auf dem Militärgelände Fort Baxter kann zudem auch ein Hunter genannter, an den AH-64 Apache angelehnter, Kampfhubschrauber gefunden und für die Absolvierung der Polizei-Missionen verwendet werden.
Insgesamt stehen dem Spieler 106 verschiedene Fortbewegungsmittel zur Verfügung.

### Einflüsse
Die Story weist in einigen Punkten Ähnlichkeiten mit dem Film Scarface auf. Sowohl im Film als auch im Spiel gelingt einem unbedeutenden Mann der Aufstieg innerhalb einer Verbrecherorganisation und letztlich deren Übernahme. Allerdings endet das Spiel an diesem Punkt und bietet somit ein Happy End, während der Film zusätzlich den Fall der Hauptfigur zeigt. Die letzte Mission in GTA: Vice City entspricht somit auch der letzten Szene des Films, in der eine Villa von feindlichen Gangstern gestürmt wird. Während Tony Montana, die Hauptfigur des Films, stirbt, ist es Aufgabe des Spielers, den Angriff zu überleben.
Beide Handlungen spielen in den 1980ern in Miami (bzw. in einer eng an Miami angelehnten Stadt) und behandelt den damaligen Drogenhandel.
Die große Villa in Vice City ist der Villa aus dem Film nachempfunden und enthält die große Empfangshalle sowie das Arbeitsbüro von Tony Montana mit den Überwachungsmonitoren. Außerdem gibt es in Vice City ein Apartment mit einer Kettensäge und einem blutverschmierten Badezimmer, das auf die „Kettensägen-Szene“ des Films anspielt.
Auch die Inneneinrichtung des Malibu Clubs erinnert sehr an das „The Babylon“ aus dem Film.
Das optische Erscheinungsbild der Stadt sowie einige andere Details sind der Serie Miami Vice nachempfunden. So ähnelt beispielsweise die Figur Lance Vance dem Miami-Vice-Charakter „Ricardo Tubbs“, dessen Schauspieler Philip Michael Thomas auch Lance seine Stimme lieh. Einige Missionen, die Drogen- und Waffenhandel oder Bandenkriege zum Inhalt haben, lassen sich ebenfalls mit einigen TV-Episoden vergleichen.
Der Charakter des zwielichtigen, nervösen Anwalts Ken Rosenberg ist wiederum an den Anwalt David Kleinfeld (gespielt von Sean Penn) aus dem Film Carlito’s Way angelehnt.

### Sprecher
Wie schon für das Vorgängerspiel Grand Theft Auto III betrieb Rockstar North durch den Einsatz von Motion-Capturing-Technologie sowie der Verpflichtung von diversen Stars als Sprecher für die Dialoge einen hohen Aufwand für die Gestaltung der Zwischensequenzen in Spielgrafik.
Liste der Sprecher und ihrer Charaktere:
- Fairuza Balk: Sprecherin von Mercedes, Tochter von Colonel Cortez
- Gary Busey: Sprecher von Phil Cassidy, Waffenhändler
- Robert Davi: Sprecher von Colonel Juan Garcia Cortez, pensionierter Oberst aus Lateinamerika und Drogenhändler
- Danny Dyer: Sprecher von Kent Paul, Manager der britischen Heavy-Metal-Band Love Fist
- William Fichtner: Sprecher von Ken Rosenberg, korrupter Rechtsanwalt
- Luis Guzmán: Sprecher von Ricardo Diaz, Drogenbaron von Vice City
- Debbie Harry: Sprecherin von Doris, Disponentin des Taxi-Unternehmens Kaufman Cabs
- Dennis Hopper: Sprecher von Steve Scott, Porno-Regisseur
- Jenna Jameson: Sprecherin von Candy Suxxx, Porno-Star
- Ray Liotta: Sprecher von Thomas „Tommy“ Vercetti, Hauptfigur des Spiels
- Lee Majors: Sprecher von Big Mitch Baker, Anführer der Biker-Gang
- Kevin McKidd: Sprecher von Jezz Torrent, Band-Mitglied von Love Fist
- Burt Reynolds: Sprecher von Avery Carrington, texanischer Immobilienhai
- Tom Sizemore: Sprecher von Sonny Forelli, Mafia-Boss aus Liberty City
- Lawrence Taylor: Sprecher von BJ Smith, ehemaliger American-Football-Profi und Gebrauchtwagenhändler
- Philip Michael Thomas: Sprecher von Lance Vance, Hubschrauberpilot und Drogenhändler
- Danny Trejo: Sprecher von Umberto Robina, Anführer der Exilkubaner-Gang

### Musik
Wie schon in den Vorgängern setzt sich der Soundtrack des Spiels aus verschiedenen Radiosendern zusammen, die Lieder aus den 80ern spielen:
- Flash FM (Pop): u. a. Hall & Oates, Michael Jackson, Bryan Adams, Talk Talk, Laura Branigan; moderiert von DJ Toni
- V-Rock (Heavy Metal, Hard Rock): u. a. Ozzy Osbourne, Mötley Crüe, Iron Maiden, Judas Priest, Slayer, Megadeth, Anthrax; Moderator: Lazlow
- Wave 103 (New Wave, Synthiepop): u. a. Frankie Goes to Hollywood, Blondie, Nena (mit: 99 Luftballons), Spandau Ballet, The Human League; DJ: Adam First
- Emotion 98.3 (Balladen): u. a. Foreigner, REO Speedwagon, Cutting Crew, Toto, Jan Hammer (Crockett’s Theme); moderiert von Fernando Martinez
- Wildstyle Pirate Radio (Hip-Hop, Electro): u. a. Afrika Bambaataa, Run-D.M.C., Whodini, Grandmaster Flash; mit Mister Magic
- Fever 105 (Post-Disco, Soul, R&B): u. a. Whispers, Pointer Sisters, Rick James, Michael Jackson, Kool & the Gang, Oliver Cheatham; DJ: Oliver ‚Ladykiller‘ Biscuit
- Radio Espantoso (Latin Jazz): u. a. Eumir Deodato, Mongo Santamaría, Irakere, Tito Puente, Israel „Cachao“ López; Moderator: Pepe
- K-Chat (Talk): ein langes Interview-Programm mit verschiedenen Persönlichkeiten; Moderatorin: Amy Sheckenhausen
- VCPR – Vice City Public Radio (Talk): Diskussionsrunden mit verschiedensten Gästen; Moderator: Maurice Chavez

Außerdem können in der Windows- und Xbox-Version, wie schon in GTA III, eigene Audio-Dateien ins Spiel eingebunden werden.
Der Soundtrack ist auch käuflich zu erwerben. Dabei können einzelne „Radiosender“ (bis auf die „Talk-Sender“) in Form einer Audio-CD gekauft werden, oder alle „Sender“ als Paket.

## Jugendschutz in Deutschland
Das Spiel wurde zunächst in gewaltreduzierter Form von der USK ab 16 Jahren freigegeben. Im März 2003 wurde die Erstauflage für PlayStation 2 von der Bundesprüfstelle für jugendgefährdende Schriften indiziert. Die Indizierung erfolgte trotz der Freigabe, weil die Erstauflage neben der zensierten deutschen Version auch die unzensierte englische Version enthielt. Indem man die Sprachausgabe der Konsole auf Englisch stellte, war es auch Kindern und Jugendlichen möglich, das Spiel ungekürzt zu spielen. Bei der nach der Indizierung veröffentlichten, ab 16 Jahren freigegebenen Version, funktioniert dies nicht mehr. 
Die Entschärfung des Spielinhalts der in Deutschland verkauften Version umfasst u. a. die Entfernung der Missionen Chaos-City, in denen binnen zwei Minuten der Fahndungslevel durch Straftaten möglichst hochgetrieben werden muss, sowie Schmutzige Methoden, in der der Spieler von einem Dach aus kubanische Gang-Mitglieder mit einem Scharfschützengewehr ausschalten muss. Zudem wurden wie im Vorgänger die sogenannten Amoklauf-Missionen herausgeschnitten, in denen es darum geht, innerhalb einer vorgegebenen Zeit eine bestimmte Anzahl an Gang-Mitgliedern zu töten. Außerdem ist es in der entschärften Version nicht möglich, auf am Boden liegende Menschen einzutreten oder ihnen Geld abzunehmen. Die Darstellung von Blut wurde ebenfalls komplett entfernt.

## Mobilversionen
Anlässlich des zehnten Jubiläums von Vice City veröffentlichte Rockstar Games am 6. Dezember 2012 die Grand Theft Auto: Vice City 10th Anniversary Edition für iOS. Nach einigen technischen Problemen folgte am 12. Dezember 2012 zudem eine Version für Android. Im Gegensatz zu den PC- und Konsolen-Versionen ist die Mobilversion fast komplett unzensiert. Die Android- und iOS-Version haben die USK-Einstufung „Keine Jugendfreigabe“ erhalten.

## Rezeption
Grand Theft Auto: Vice City erhielt ausgesprochen positive Bewertungen. Die Rezensionsdatenbank Metacritic aggregiert 30 Rezensionen zu einem Mittelwert von 94 für die Windows-Version und 62 Rezensionen zu einem Mittelwert von 95 für die PlayStation-2-Version. Die deutschsprachige PC Games lobte die englische Synchronisation und wertete, man fühle sich „dank der rasanten Kamera und der lebensechten Animationen an einen Film erinnert“. Das Magazin lobte außerdem die Dramaturgie des Spiels – die Missionen seien kurz und auf das Notwendigste reduziert, ließen dem Spieler dabei aber Raum zum „Austüfteln und Herumprobieren“. Kritisiert wurde die „hektische, übersensible und unausgeglichene“ Steuerung. Peter Steinlechner von GameStar resümierte: „Tolle Renn-Action in glaubwürdiger Sonnenstadt“. 4Players merkte an, dass im Vergleich zum Vorgänger stark aufpoliert wurde. Die Stadt sei größer, die Hintergrundgeschichte besser, die Missionen unterschieden sich deutlicher und der Fuhrpark sei aufgestockt worden. Der zehnstündige Soundtrack und die stimmige Grafik transportiere das 80er-Jahre Gefühl beeindruckend gut. Für die PC Action ist GTA Vice City ein phänomenales Gesamtkunstwerk in dem Grafik, Sound und Spielmechanik absolut stimmig seien. Die GTA Vice City 10th Anniversary Edition für iOS- und Android-Mobilgeräte falle hingegen laut GamePro durch eine miserable Steuerung auf, die für Frustration sorge.
Vice City ist mit dem Platin-Award des VUD prämiert worden, da im deutschsprachigen Raum bereits fünf Wochen nach Verkaufsstart mehr als 200.000 Exemplare abgesetzt worden waren. Darüber hinaus zählt es zudem zu den erfolgreichsten Spielen für die PlayStation 2.